# Splits stadsmuseum
Splits stadsmuseum (kroatiska: Muzej grada Splita) är ett stadsmuseum i Split i Kroatien. Det etablerades år 1946 och är sedan år 1952 beläget i det kulturminnesskyddade Papalić-palatset som ligger i den nordöstra delen av Diocletianus palats i Splits historiska stadskärna. 
Museet är en offentlig institution som arbetar med forskning, insamling, bevarande, skydd, vetenskapliga analyser och presentation av staden Splits kulturarv. I museet presenteras stadens historia från förhistorien till nutid och föremål i den permanenta utställningen omfattar bland annat keramiska föremål, skulpturer, möbler, vapen och bildkonst.   

### Fotnoter
1. ↑  Museets officiella webbplats Arkiverad 10 mars 2016 hämtat från the Wayback Machine. (kroatiska)
2. 1 2  Museets officiella webbplats hämtat från the Wayback Machine (arkiverat 20 juni 2016). (kroatiska)